# 2670 Chuvashia
2670 Chuvashia è un asteroide della fascia principale. Scoperto nel 1977, presenta un'orbita caratterizzata da un semiasse maggiore pari a 3,1695539 UA e da un'eccentricità di 0,0765075, inclinata di 9,84021° rispetto all'eclittica.